# 洪德麟
洪德麟（1949年2月11日—）是台灣的漫畫家及台灣漫畫史家，出生於台中縣烏日鄉頭前厝（今台中市烏日區前竹里一帶），早稻田大學大眾傳播研究所肄業，現任淡江大學通識與核心課程組兼任教授。曾任《漫畫秀》總編輯、《漫畫街》總編輯、《漫畫族》總編輯、《自由時報》漫畫主筆、《兒童日報》漫畫版企劃主編、《自立晚報》漫畫單元〈名人肖像畫〉畫者、《中國時報》趣味休閒版專欄〈漫畫暢談〉主筆、漫畫天堂網路漫畫博物館主筆、國立臺南藝術學院（今國立臺南藝術大學）音像動畫研究所兼任副教授、台灣漫畫博物館籌備處負責人。

## 人物
除了漫畫著作外，他對台灣從日治時代到現代的漫畫發展史有深入的研究，並出版數本書籍來記錄台灣漫畫界的歷史。要研究台灣早期的漫畫，其相關著作可以提供不少珍貴的資料。除此之外，他還為台灣漫畫界推廣做了許多貢獻。
- 1970年逢甲大學國際貿易學系畢業。
- 1976年日本映畫研究所畢業。
- 1980年任《烏龍院》編劇，與敖幼祥合作。
- 1991年11月獨資創立台灣首座漫畫圖書館。

## 作品一覽
- 《爸爸的童年》，臺灣省政府教育廳出版，年份不詳
- 《台灣漫畫四十年初探》，時報文化出版，1994年1月，ISBN 957-13-0871-4
- 《傑出漫畫家-亞洲篇》，雄獅美術出版，2000年，ISBN 9574740056
- 《漫畫名家畫展》，駿馬出版社，1989年
- 《風城台灣漫畫五十年》，新竹市政府、新竹市立文化中心出版，1999年，ISBN 9570247452（台灣漫畫史暨世界漫畫現象展）
- 《台灣漫畫史特刊》，國立歷史博物館出版，2000年（台灣漫畫史特展）
- 《台灣漫畫閱覽》，玉山社出版，2003年3月，ISBN 9867819195
- 《台灣漫畫歷史漫步》，甲府文化出版，2006年
- 《日本漫畫大驚奇》（上、下冊），甲府文化，2006年